# Hugo del Carril
Piero Bruno Hugo Fontana (Buenos Aires, 30 de noviembre de 1912 - Ib., 13 de agosto de 1989), más conocido como Hugo del Carril, fue un productor, director de cine, actor, guionista y cantante argentino.
Inició su carrera como actor y cantante de estribillos de tangos a los quince años y posteriormente formó el «Trío París» junto a Emilio Castaing y Martín Podestá. En los años 1930 hizo dúo con un cantor amigo hasta la muerte de este años después, además de estudiar taquigrafía. En 1937 fue contratado para interpretar el tango Tiempos viejos en la película Los muchachos de antes no usaban gomina y entre 1938 y 1939 participó en Madreselva, La vida es un tango, Gente bien, El astro del tango y La vida de Carlos Gardel.
En 1945 estrenó junto a Libertad Lamarque La cabalgata del circo, que contó con la participación de la futura primera dama Eva Duarte. Al año siguiente viajó a México, en donde permaneció hasta fines de la década de los cuarenta e interpretó numerosos tangos tales como Compadrón y Che, papusa, oí. Tras su regreso filmó Pobre mi madre querida, junto a Emma Gramatica y Aída Luz, e Historia del 900 junto a Sabina Olmos. Además, grabó la Marcha Peronista.
En 1950 protagonizó El último payador y en 1952 rodó una de sus películas más famosas, Las aguas bajan turbias, en la cual actuó y dirigió con un guion basado en la novela de Alfredo Varela. Además actuó en Vida nocturna y dirigió en La Quintrala, doña Catalina de los Ríos y Lisperguer (1955). Esta última duró poco en cartelera porque el actor fue detenido al estallar la Revolución Libertadora y prohibirse todas sus películas. En 1956 mientras filmaba Más allá del olvido fue detenido una vez más. 
Fue uno de los fundadores de la entidad Directores Argentinos Cinematográficos en 1958. En 1962 protagonizó junto a Tita Merello Amorina y Esta tierra es mía y en 1963 grabó La calesita, La sentencia y Buenas noches, Buenos Aires, el primer musical en color argentino. En 1975 dirigió su última película Yo maté a Facundo, ya que luego asumió el poder un nuevo gobierno militar y del Carril fue nuevamente prohibido. En enero de 1986 fue nombrado Ciudadano ilustre de la Ciudad de Buenos Aires.
En enero de 1988 el actor sufrió un infarto de miocardio, del cual se recuperó, y en septiembre de ese mismo año fue homenajeado en el Luna Park. En agosto del año siguiente del Carril murió a causa de problemas cardíacos. Fue velado en el Palacio de la Legislatura de la Ciudad de Buenos Aires y sus restos sepultados en el cementerio de Olivos, junto a los de su esposa Violeta Curtois que había fallecido en 1986. 
Su primera mujer en Buenos Aires, fue Alicia Rodríguez (hija de Robustiano Rodríguez), quien lo acompañó en sus inicios, esposa de la cual no se divorció en el país.

## Biografía

### Primeros años
Hugo del Carril nació el 30 de noviembre de 1912 en el barrio de Flores, Buenos Aires, en una casa ubicada en San Pedrito 256. Era el cuarto hijo de Orsolina Bertani, nacida en Reggio Emilia, y del arquitecto Ugo Fontana, nacido en Milán. Sus padres se separaron y del Carril se crio con sus padrinos franceses Alina y Francisco Faure, con quienes se mudó a Francia, regresando a Buenos Aires a los dieciséis años. Sobre sus padres, del Carril dijo más adelante:

«Yo fui abandonado por mis padres cuando tenía dos años y nunca los perdoné [...] Pero después cuando mis padres estuvieron mal los cuidé hasta que murieron. Eso sí, jamás fui a visitar su tumba porque nunca los perdoné».

Comenzó a cantar desde muy joven en presentaciones para los vecinos del barrio y cursó sus estudios secundarios en el Colegio Nacional Mariano Moreno, del cual fue expulsado por falta de asistencia. Del Carril era nieto del sociólogo y creador de la revista La Pluma Orsini Bertani, que se encontraba exiliado en el Uruguay por su militancia anarquista.
En 1927, mientras trabajaba en una fábrica de jabón y en una cristalería, realizó una de sus primeras presentaciones con los Hermanos Leguizamón bajo el nombre de Pierrot. A la edad de dieciséis años le tomaron una prueba radial en Radio Bernotti, en la que posteriormente se desempeñó como cantor y locutor bajo el seudónimo de Oro Cáceres. Utilizó varios seudónimos, entre ellos Hugo Font, Alejo Pacheco Ramos, Hugo Caures, Hugo Riobo y Carlos Cáceres. Con este último formó parte en 1933 de un trío junto a Emilio Castaing y Martín Podestá. El trío luego se denominaría Trío París.
Tras separarse del trío, formó un dúo con un cantor amigo, quien le sugirió el seudónimo definitivo de Hugo del Carril. El dúo, que cantó en Radio Nacional, terminó en 1934 cuando su amigo falleció. Del Carril se desempeñó luego como vocalista en Radio La Nación y como parte de la agrupación Edgardo Donato y sus Muchachos. Paralelamente asistió a una escuela nocturna para estudiar taquigrafía y se desempeñó después como primer taquígrafo en el Congreso de la Nación. En 1935 comenzó a estudiar canto con la profesora Elvira Colonnesse y prosiguió en ello durante siete años. Ese mismo año llegó a Radio del Pueblo como estribillista de orquestas y solista con un primer contrato de 180 pesos mensuales y en 1936 debutó en Radio El Mundo, en donde conoció a Tito Ribero, que luego fue su colaborador musical permanente.

### Incursión en el cine y consagración

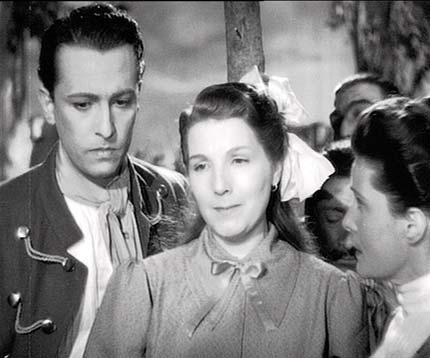
Hugo del Carril y Libertad Lamarque en La cabalgata del circo (1945).

A pesar de que a del Carril, según su hijo, «no le entusiasmaba mucho ser actor» incursionó en el cine en 1937 con el tango Tiempos viejos en la película de Manuel Romero Los muchachos de antes no usaban gomina. Según Irene Amuchástegui del Diario Clarín, Lumiton «apostó fuerte» por el joven cantor para «imponer un sucesor de [Carlos] Gardel». El sello cinematográfico lo contrató para filmar tres películas; La vuelta de Rocha junto a Amanda Ledesma, Tres anclados en París, con Florencio Parravicini y Tito Lusiardo, y Madreselva, con Libertad Lamarque.
En 1939 fue la pareja de Sabina Olmos en la película musical La vida es un tango, protagonizada también por Parravicini y Lusiardo. Ese mismo año participó en Gente bien e interpretó a Gardel en la exitosa película biográfica La vida de Carlos Gardel, que llevó a una «comparación inmediata» con el cantor de tangos, fallecido cuatro años antes. Según Sergio Wolf, del Carril fue formado como «una estampa dura pero menos artificial que la del Gardel cinematográfico, más trágica y sentimental». Entre otros títulos tempranos se encuentran El astro del tango una vez más junto a Amanda Ledesma, Confesión (1940), La canción de los barrios, En la luz de una estrella y Cuando canta el corazón (1941). Por esos años, ya cobraba cincuenta mil pesos por película.

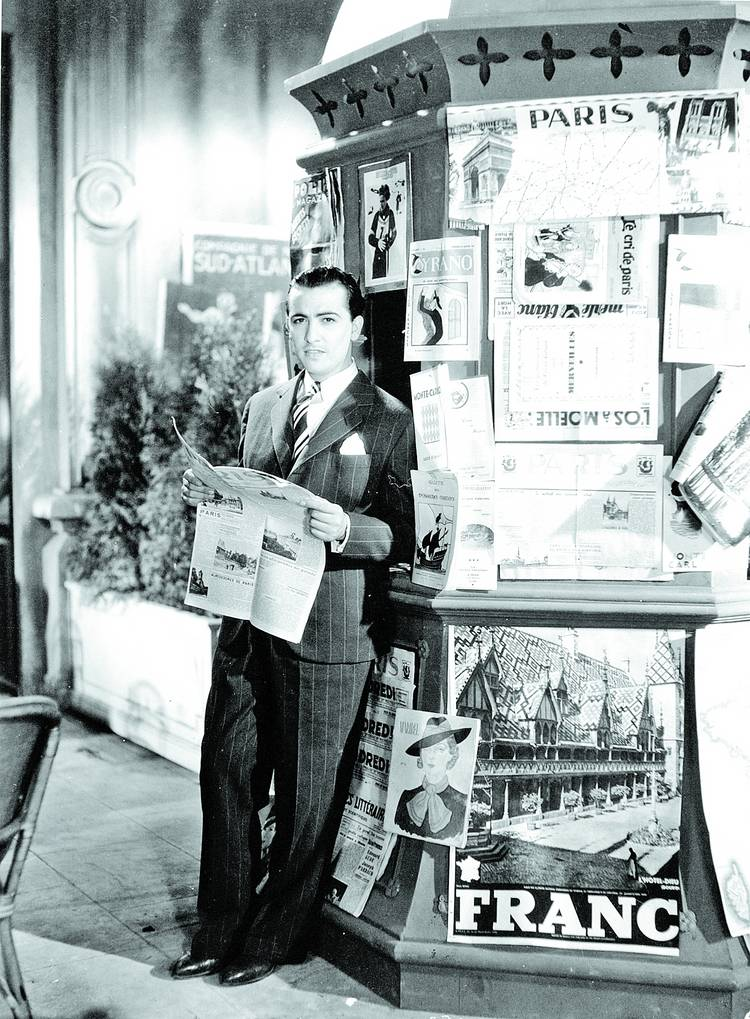
Hugo del Carrill interpetando a Carlos Gardel en la película biográfica La vida de Carlos Gardel en 1939.

En 1943 protagonizó con Aída Luz La piel de zapa y actuó una vez más con Sabina Olmos en Pasión imposible. Estrenó al año siguiente la comedia Los dos rivales, junto a Luis Sandrini, y en 1945 protagonizó La cabalgata del circo, de vuelta con Libertad Lamarque y con la participación de María Eva Duarte. Al respecto de su trabajo con la futura primera dama el actor dijo «Con ella hablábamos de muchas cosas, pero especialmente de las necesidades de la gente humilde. Ella se sentía predispuesta a esa gente por su origen que jamás negó».
En 1945 y 1946 protagonizó junto a Gloria Marín las dos películas mexicanas La noche y tú y El socio (en Argentina estrenada como Canción desesperada). Además actuó en el teatro y grabó Compadrón, Che, papusa, oí y Pobre mi madre querida, tango de la película homónima que luego filmaría en Argentina durante 1948 junto a Emma Gramatica y Aída Luz. Durante su estadía en México salió un rumor que decía que el actor había muerto en un accidente de tránsito, lo cual del Carril se encargó personalmente de desmentir. En 1949 hizo su debut como guionista y director con la película Historia del 900, en la cual su personaje volvió a formar pareja con Sabina Olmos. La película fue criticada incluso antes de filmarse con comentarios negativos por la incursión de un actor en la dirección de cine.
Originalmente radical, Hugo del Carril apoyó fervientemente al peronismo, alegando «Los sueños de mi padre y de mi abuelo, los cristalizó Perón. Entonces: ¿cómo puedo dejar de ser peronista?». En 1949 interpretó Versos de un payador a la señora Eva Perón y Versos de un payador al General Juan Perón de Homero Manzi. Además, grabó Los muchachos peronistas (también conocida como La Marcha Peronista), sobre lo cual expresó «La grabé por convicción y por pedido expreso del general Perón, aun sabiendo que sería más recordado por la marcha que por los tangos que he grabado».

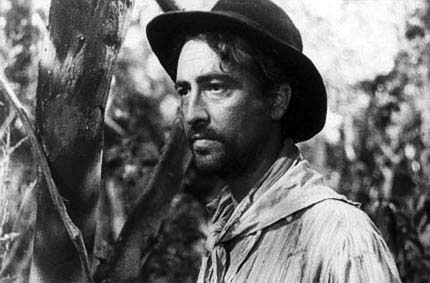
Hugo del Carril en Las aguas bajan turbias (1952).

En 1950 protagonizó El último payador, una película biográfica sobre el payador José Betinotti, al cual interpretó. En 1952, dirigió y protagonizó Las aguas bajan turbias, que trataba sobre la explotación laboral y estaba basada en la novela El río oscuro, del militante comunista Alfredo Varela. Al encontrarse Varela preso, del Carril intercedió con Perón. Al respecto dijo «¿‘Por qué está preso?’, me preguntó Perón y le contesté: ‘Por orinar frente a la embajada norteamericana’. El se rió y me dijo: ‘Bueno, al final somos todos un poco comunistas, si lo que buscamos es la justicia social’. Varela fue liberado inmediatamente». La película fue un gran éxito popular y se estrenó en Estados Unidos y en Europa, pero fue prohibida por el subsecretario de Difusión y Prensa Raúl Apold, con quien estaba enfrentado por la negativa del Carril a cantar en un acto. Apold además acusó a del Carril de cantar en Uruguay el día de la muerte de Eva Perón y Artistas Argentinos Asociados terminó sus contratos con el actor. Del Carril también se inspiró en Prisioneros de la tierra de Mario Soffici, al cual definió como su «guía artística». El filme fue bien recibido por la crítica y recibió numerosos premios en festivales de cine. El crítico de cine David Oubiña dijo sobre la película «El cine de Del Carril, de marcada preocupación social, constituye una expresión atípica para esta época dominada por el facilismo [...] El gran mérito de del Carril radica en capitalizar la denuncia de la explotación en los yerbatales del Alto Paraná en las primeras décadas del siglo, y sin abandonar nunca el carácter de un cine popular y de nivel masivo [..] Y en un país en donde esa explotación se convierte en signo de la dependencia, Las aguas bajan turbias resulta un film imprescindible». El año anterior del Carril había dirigido y actuado en la producción española El negro que tenía el alma blanca, también polémica y basada en una novela de Alberto Insúa.

### Prohibición y actividad posterior

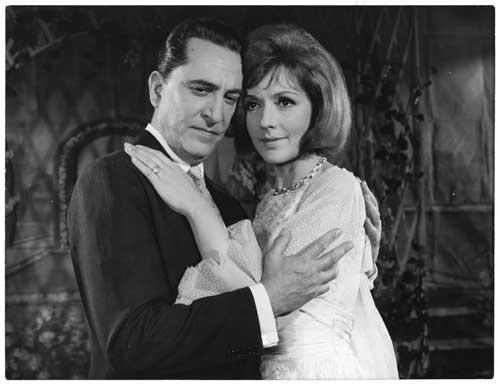
Hugo del Carril y Susana Campos en El día que me quieras.

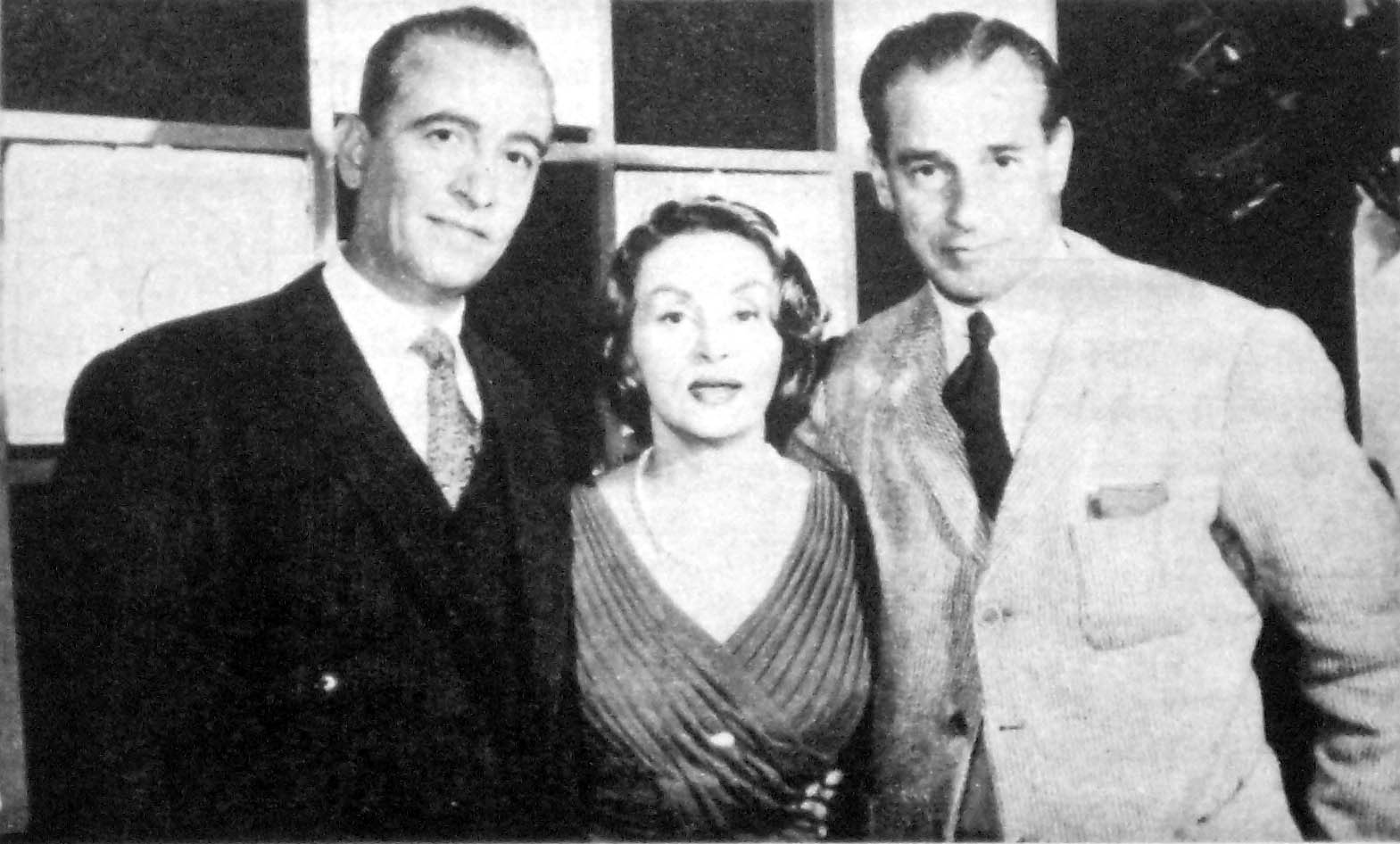
Hugo del Carril, Tita Merello y Ricardo Alfieri en 1972.

En 1955 estrenó La Quintrala, doña Catalina de los Ríos y Lisperguer, con un entonces elevado presupuesto de cuatro millones de pesos. Según Manuel Adet del diario El Litoral, Las aguas bajan turbias y este filme «fueron sus máximos logros estéticos» y según Raúl Manrupe y María Alejandra Portela la película es «una obra subvalorada de su director». No tuvo éxito ya que fue levantada días después de su estreno cuando la Revolución Libertadora derrocó a Perón y detuvo a varios artistas peronistas, entre ellos Hugo del Carril. Sus películas fueron prohibidas y el actor estuvo preso en la Penitenciaría Nacional durante cuarenta y un días hasta que fue liberado por falta de cargos. Según su hijo, durante su tiempo en prisión fue maltratado hasta el punto que casi muere, pero aun así siguió cantando la marcha peronista. Tras ser liberado cantó en parques de diversiones junto a Tita Merello, que también había sido prohibida, antes de volver una vez más al cine.
Antes de ser detenido el actor se encontraba filmando junto a Laura Hidalgo el melodrama Más allá del olvido, la cual también dirigió y se encontraba basada en la novela del belga Georges Rodenbach Bruges-la-morte. Tras recuperar la libertad y reanudarse el rodaje, estrenó el filme en julio de 1956. La película, considerada por Angel Faretta como «el más grande filme argentino jamás realizado», tampoco tuvo éxito ya que fue detenido una vez más en la penitenciaría nacional, acusado de haber utilizado fondos estatales para La Quintrala. Protagonizó Vida nocturna, La Tierra del Fuego y La Quintrala, pero la dictadura autodenominada Revolución Libertadora, que había derrocado al gobierno democrático en 1955, le tomo cincuenta y tres salas de estreno, lo que significó un desastre económico.
En 1957 dirigió y protagonizó junto a Gilda Lousek Una cita con la vida, en donde también se inició Graciela Borges. Tras recuperarse de un infarto que sufrió en Montevideo en 1958, dirigió y protagonizó en 1960 Culpable y en 1961 el melodrama Amorina y Esta tierra es mía, las cuales contaron con la participación de Tita Merello. La actriz dijo al respecto «Ni sueñen que es fácil trabajar con él. Hugo es muy exigente. Con él hay que ensayar y ensayar, y solo cuando considera que se ha alcanzado el punto ideal, se pasa a filmar». Ese mismo año, del Carril tuvo un accidente automovilístico en la ruta a Tandil.
En 1963 estuvo en los inicios del programa televisivo Grandes valores del tango. Posteriormente protagonizó y dirigió La calesita, La sentencia y Buenas noches, Buenos Aires, el primer musical a color del país, que contó con la participación de Beba Bidart, Néstor Fabián, Virginia Luque, Mariano Mores, Jorge Sobral, Julio Sosa y Aníbal Troilo. Luego protagonizó El día que me quieras y las dos películas de Enrique Carreras Viva la vida y Amalio Reyes, un hombre.
En 1970 grabó un disco con la dirección de Osvaldo Requena, con algunos matices de rock y en 1971 encabezó Tango Club por el Canal 11. En 1972 actuó con Tita Merello en una carpa en Mar del Plata y en 1973 protagonizó Siempre fuimos compañeros. Tras la vuelta de Juan Domingo Perón al poder le ofrecen la dirección del  Instituto Nacional de Cinematografía pero lo rechazó y pidió que designasen a Mario Soffici, permaneciendo él como asesor. En 1975 dirigió su última película, Yo maté a Facundo, que protagonizó Federico Luppi y narraba el asesinato de Facundo Quiroga. Tras el nuevo golpe de Estado que derrocó a María Estela Martínez de Perón, fue nuevamente prohibido.

### Últimos años
En los años siguientes del Carril se recluyó y empezó a tener problemas económicos y en su vista. Sufrió depresión y en 1982 dijo «Todas las noches, cuando me acuesto, recorro a mis muertos. La lista es cada vez más larga, pero los voy evocando lentamente. Recuerdo a cada uno de mis viejos amigos y disfruto de nuevo los momentos felices que pase con ellos. Eso me acerca a Dios, y así, despacito… me quedo dormido».
En sus últimos años realizó algunos recitales. En 1985 recibió el Premio Konex - Diploma al Mérito y en 1986 fue nombrado Ciudadano ilustre de la Ciudad de Buenos Aires en un acto en el Teatro Presidente Alvear. En 1988 sufrió un infarto de miocardio y tras recuperarse asistió a un homenaje en el Luna Park. En una entrevista, expresó «Todo lo que hice fue con buena intención. Si las cosas me salieron bien o mal, no lo sé. Pero si sé que siempre me entregue con alma y vida a lo que quería». El actor murió poco después, el 13 de agosto de 1989, en el Instituto Cardiovascular de Buenos Aires, por problemas cardiacos. Fue velado en el Palacio de la Legislatura de la Ciudad de Buenos Aires y sus restos sepultados en el Cementerio de Olivos.

### Vida personal
Fue pareja durante diez años de Ana María Lynch, a quien conoció en el rodaje de Madreselva. Posteriormente formó pareja con Gilda Lousek y finalmente se casó en 1959 con Violeta Courtois, a quien conoció en la filmación de Culpable. Tuvieron cuatro hijos: Marcela Alejandra (1963), Hugo Miguel (1965), Amorina (1966) y Eva. Courtois murió en 1986 y posteriormente del Carril sufrió periodos de depresión.

## Filmografía

### Actor
- Los muchachos de antes no usaban gomina (1937)
- La vuelta de Rocha (1937)
- Madreselva (1938)
- Tres anclados en París (1938)
- Gente bien (1939)
- La vida de Carlos Gardel (1939)
- La vida es un tango (1939)
- Confesión (1940)
- El astro del tango (1940)
- Cuando canta el corazón (1941)
- En la luz de una estrella (1941)
- La canción de los barrios (1941)
- Amor último modelo (1942)
- La novela de un joven pobre (1942)
- La piel de zapa (1943)
- Pasión imposible (1943)
- Los dos rivales (1944)
- La cabalgata del circo (1945)
- El socio (1945) (México)
- La noche y tú (1946) (México)
- A media luz (Salón Fru Fru) (1947) (México)
- Buenos Aires canta (1947)
- La cumparsita (1947)
- Pobre mi madre querida (1948)
- Historia del 900 (1949)
- Surcos de sangre (1950)
- El último payador (1950)
- El negro que tenía el alma blanca (1951)
- Las aguas bajan turbias (1952)
- Vida nocturna (1955)
- Más allá del olvido (1956)
- El último perro (1956)
- Una cita con la vida (1958)
- Las tierras blancas (1959)
- Culpable (1960)
- Buenos días, Buenos Aires (corto - 1960)
- Esta tierra es mía (1961)
- Amorina (1961)
- La calesita (1963)
- Buenas noches, Buenos Aires (1964)
- La sentencia (1964)
- ¡Viva la vida! (1969)
- El día que me quieras (1969)
- Amalio Reyes, un hombre (1970)
- "Argentinisima II" (1973)
- La malavida (1973)
- Siempre fuimos compañeros (1973)
- El canto cuenta su historia (1976)

### Director
- Historia del 900 (1949)
- Surcos de sangre (1950)
- El negro que tenía el alma blanca (1951)
- Las aguas bajan turbias (1952)
- La Quintrala, doña Catalina de los Ríos y Lisperguer (1955)
- Más allá del olvido (1956)
- Una cita con la vida (1958)
- Las tierras blancas (1959)
- Culpable (1960)
- Amorina (1961)
- Esta tierra es mía (1961)
- La calesita (1963)
- La sentencia (1964)
- Buenas noches, Buenos Aires (1964)
- Yo maté a Facundo (1975)

### Productor
- Historia del 900 (1949)
- Surcos de sangre (1950)
- El negro que tenía el alma blanca (1951)
- Las aguas bajan turbias (1952)
- La Quintrala, doña Catalina de los Ríos y Lisperguer (1955)
- Más allá del olvido (1956)
- Una cita con la vida (1958)
- Las tierras blancas (1959)
- Culpable (1960)
- La calesita (1963)
- La sentencia (1964)
- Buenas noches, Buenos Aires (1964)

### Guionista
- Historia del 900 (1949)
- Yo maté a Facundo (1975)